# Lucilius Longus
Lucilius Longus († 23) war ein römischer Senator des 1. Jahrhunderts n. Chr.
Lucilius Longus war ein homo novus und verdankte seine Karriere vermutlich der engen Freundschaft zu Tiberius. Von ihm ist nur das Suffektkonsulat im Jahr 7 n. Chr. bekannt.
Während des freiwilligen Exils des Tiberius auf Rhodos war Lucilius „sein Gefährte in allen trüben und frohen Tagen und der einzige Senator, der Tiberius in die Einsamkeit auf Rhodos begleitet hatte.“ Nach seinem Tod wurde Lucilius auf Senatsbeschluss hin auf dem Augustusforum eine Statue aufgestellt.